# Francesca Cavallo

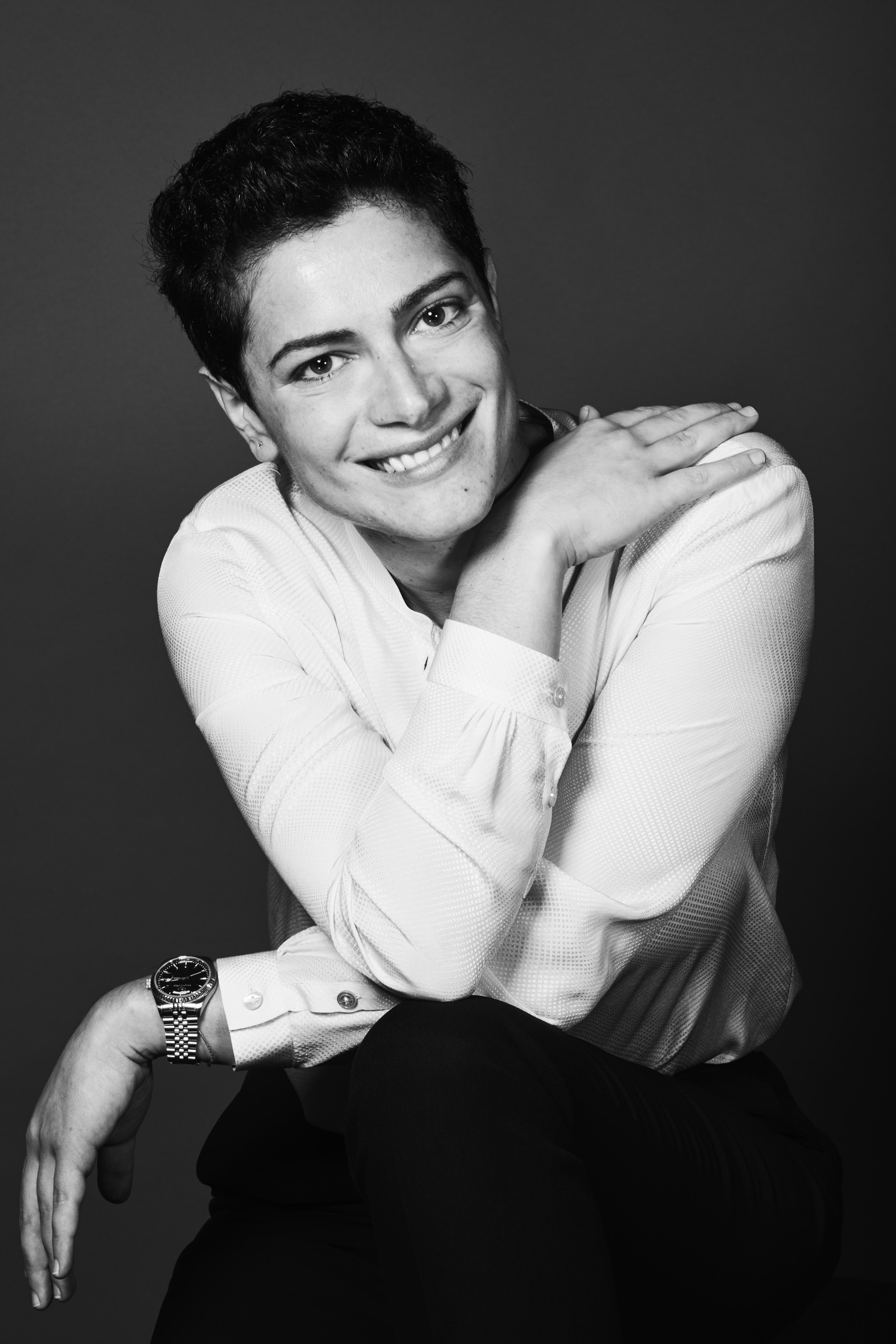
Francesca Cavallo fotografata da Max Cardelli a Milano nel 2019

Francesca Cavallo (Taranto, 23 settembre 1983) è una scrittrice, imprenditrice, drammaturga e regista teatrale italiana.

## Biografia
Francesca Cavallo è una scrittrice e attivista impegnata nella promozione della parità di genere e dei diritti LGBTQIA. È co-autrice dei primi due volumi della serie di libri per bambini Good Night Stories for Rebel Girls (in italiano Storie della Buonanotte per Bambine Ribelli) e co-fondatrice della azienda media Timbuktu Labs, che li ha lanciati nel 2016 con una campagna di crowdfunding negli Stati Uniti. I libri sono diventati New York Times Best Sellers e sono stati tradotti in 49 lingue. Sono stati apprezzati per aver introdotto le bambine alle storie di donne vere come Oprah, Frida Kahlo, Serena Williams, Virginia Woolf, Samantha Cristoforetti, Rita Levi-Montalcini ispirandole attraverso l'esempio delle loro imprese. Good Night Stories for Rebel Girls ha venduto milioni di copie nel mondo e dato vita a un media franchise che si è espanso anche nel mondo dei podcast, dei giochi da tavolo e in diverse altre categorie merceologiche. Francesca Cavallo è stata la creatrice e produttrice esecutiva del podcast Good Night Stories for Rebel Girls, in cui ogni episodio racconta in modo più approfondito una delle storie contenuta nei libri della serie, ed è narrato da donne influenti come Melinda Gates, Tarana Burke, Poorna Jagannathan, Pamela Adlon, Priscilla Chan.
La carriera di Cavallo è iniziata nel teatro, dopo il diploma in regia alla Scuola d'Arte Drammatica Paolo Grassi di Milano, con la fondazione e direzione di una compagnia chiamata Kilodrammi, per la quale ha scritto e diretto "Somari", spettacolo finalista al Premio Scenario Infanzia del 2010 e vincitore del Premio Infogiovani al Festival Internazionale di Lugano nel 2011. Nel 2011, Cavallo fonda inoltre il festival Sferracavalli vincitore del bando Principi Attivi della Regione Puglia, pensato per promuovere una convivenza pacifica con i migranti attraverso il teatro. Nel 2012 Cavallo emigra in California e fonda con Elena Favilli la Timbuktu Labs, società di cui è direttrice creativa dalla fondazione fino al 2019 e che produce la prima rivista su iPad per bambini, Timbuktu Magazine, e una serie di altre app educative, ricevendo diversi riconoscimenti, tra i quali il Best Design Award alla Launch Conference del 2012 e la menzione speciale alla Biennale di Architettura di Bordeaux del 2014 per il progetto di un parco giochi interattivo.
Nel 2019 Cavallo esce dal progetto Rebel Girls e dalla Timbuktu Labs e fonda Undercats, una società media con l'obiettivo di aumentare in modo radicale la diversità nei media per bambini. Dello stesso anno è la pubblicazione di Elfi al quinto piano, romanzo di Natale per bambini che ha come protagonista una famiglia omosessuale con due mamme e tre bambini, pubblicato in italiano, spagnolo, catalano, svedese, inglese e tedesco. Nel 2020 Cavallo ha scritto, fatto illustrare e rilasciato gratuitamente la storia per bambini Il Dottor Li e il Virus con in Testa una Corona, un libro per bambini che racconta la storia del Dottor Li Wenliang, progettato per aiutare i bambini ad affrontare lo stress della pandemia e dei periodi di quarantena e per combattere il razzismo contro le persone di origine asiatica. Il libro, illustrato da Claudia Flandoli, diventa virale, viene tradotto da volontari in 38 lingue e successivamente viene pubblicato in forma cartacea grazie a una nuova campagna di crowdfunding.
Nel 2021, dopo aver vissuto per quasi 10 anni in California, Francesca Cavallo si trasferisce a Roma, dove vive tuttora. Nel 2022 esce Ho un fuoco nel cassetto, il primo libro per adulti scritto da Cavallo, un romanzo autobiografico edito da Salani in cui l'autrice racconta la sua esperienza di donna lesbica e meridionale alle prese con la costruzione della sua carriera e della sua vita. Dello stesso anno è l'uscita del podcast Scintille - Il futuro dell'energia, creato con la collaborazione di Enel Green Power. Nel 2023 Momo Edizioni pubblica Fuoriserie, una raccolta di storie illustrate dedicate a tre campionesse delle paralimpiadi: Tatyana MacFadden, Beatrice Vio e Zahra Nemati. L'8 marzo 2024, su invito di Matteo Renzi, interviene alla serata di apertura della dodicesima edizione della Leopolda, in coincidenza con la giornata internazionale della donna.

## Libri e pubblicazioni
- Lo Schiaccianoci, Whitestar, 2014
- Romeo e Giulietta, Whitestar, 2014
- Le paure segrete dei supereroi, DeAgostini, 2014
- Un mostro in cucina, DeAgostini, 2014
- Esperimenti Schifosi, DeAgostini, 2014
- Zombie, Urla e Ragnatele, DeAgostini, 2014
- Storie della buonanotte per bambine ribelli Volume 1, Mondadori
- Storie della Buonanotte per Bambine Ribelli Volume 2, Mondadori
- Io sono una bambina ribelle: quaderno delle mie rivoluzioni, Mondadori
- Elfi al Quinto Piano, Feltrinelli, 2019
- Il Dottor Li e il Virus con in Testa una Corona, Feltrinelli, 2020
- Ho un fuoco nel cassetto, Salani Editori, 2022
- Fuoriserie, Momo Edizioni, 2023
- Storie Spaziali per Maschi del Futuro, 2024

## Podcast
- Good Night Stories for Rebel Girls
- Scintille

## Spettacoli Teatrali
- Le Notti Bianche, regia e adattamento, 2009
- Somari, regia e drammaturgia originale, 2010
- Le corna di don Quisquilia, regia e adattamento, 2008
- La civetta, la sposa e lo zoo, 2009

## Premi e Riconoscimenti
- 2010 - Premio Scenario Infanzia, finalista - Somari
- 2011 - Premio Infogiovani del Festival Internazionale di Lugano - Somari
- 2011 - Premio Hystrio Scritture di Scena Under 35, Menzione Speciale - Somari
- 2011 - Primo classificato - Bando Principi Attivi della Regione Puglia 2010 - Festival Sferracavalli
- 2012 - Best Italian Startup - Timbuktu Labs
- 2012 - Best Design Award Launch Conference - Timbuktu Magazine (USA)
- 2014 - Biennale di Architettura di Bordeaux - Menzione Speciale - Timbuktu Colors (France)
- 2017 - New York Times Bestseller (34 weeks) - Good Night Stories for Rebel Girls (USA)
- 2017 - New York Times Bestseller - Good Night Stories for Rebel Girls 2 (USA)
- 2017 - Libro d'Oro - Storie della Buonanotte per Bambine Ribelli
- 2018 - Wissennschafts Buch des Jahres - Children's Book of the Year (Germany)
- 2018 - Best Podcast of the Year - Time Magazine - Good Night Stories for Rebel Girls
- 2018 - Publisher's Weekly Star Watch Award (USA)
- 2018 - ABIA International Book of the Year (Australia)
- 2019 - People's Choice Award - Good Night Stories for Rebel Girls Podcast
- 2023 - POD Italian Podcast Award - Finalista nella Categoria Green - Scintille
- 2023 - Webby Award - Good Night Stories for Rebel Girls Podcast
- 2023 - Premio 2 Mari di Talenti